# Michael Faleafa
Pas d'image ? Cliquez ici

a Compétitions nationales et continentales officielles uniquement.

b Matchs officiels uniquement.
Dernière mise à jour le 22 janvier 2023.
Michael Faleafa, né le 3 février 1992 à Auckland (Nouvelle-Zélande), est un joueur de rugby à XV international tongien évoluant au poste de troisième ligne centre. Il joue avec le Stade montois en Pro D2 depuis 2021.
Il est le frère cadet de Daniel Faleafa, lui aussi international tongien de rugby à XV.

## Carrière

### En club
Michael Faleafa commence sa carrière avec le club de Grammar TEC dans le championnat amateur de sa région natale d'Auckland,.
En 2016, il est recruté par la province de Northland en NPC. Il effectue alors des débuts solides, disputant 7 matchs et marquant 2 essais. Il est retenu à nouveau la saison suivante, mais ne dispute cette fois que 4 matchs en tant que remplaçant,
Au mois d'octobre 2017, il rejoint le club français de l'USA Perpignan en Pro D2. Il signe alors un contrat de joueur supplémentaire jusqu'à la fin de la saison, compensant le licenciement pour dopage de son compatriote Sione Tau. Auteur d'une saison convaincante, il participe aux phases finales du championnat qui voient l'USAP être sacré champion de France de Pro D2 et accéder au Top 14. Peu après, alors qu'il doit initialement signer avec Provence rugby, il prolonge finalement son engagement avec le club catalan pour deux saisons supplémentaires,. En 2021, il n'est pas conservé par l'USAP, et quitte le club en juin.
Il reste sans contrat pendant quelques mois, avant de rejoindre le Stade montois en septembre 2021, compensant la non-venue de Sam Slade,. Lors de sa première saison avec le club landais, il est titulaire lors de la finale de Pro D2 perdue par son équipe face à l'Aviron bayonnais, puis lors du barrage d'accession au Top 14, une nouvelle fois perdu face à son ancien club de Perpignan,. En novembre 2022, il prolonge son contrat avec le Stade montois jusqu'en 2025.

### En équipe nationale
Michael Faleafa a joué avec l'équipe des Tonga des moins de 20 ans en 2012, disputant à cette occasion le trophée mondial des moins de 20 ans, où son équipe termine à troisième place,.
Il est sélectionné pour la première fois avec l'équipe des Tonga en juin 2017. Il obtient sa première cape internationale le 16 juin 2017 à l’occasion d’un match contre l'équipe du pays de Galles à Auckland.

## Palmarès

### En club
- Champion de France de Pro D2 en 2018 et en 2021 avec Perpignan.

### En équipe nationale
- 8 sélections depuis 2017.
- 0 point.